# 松橋郵便局
松橋郵便局（まつばせゆうびんきょく）は熊本県宇城市にある郵便局。民営化前の分類では集配普通郵便局であった。

## 概要
住所：〒869-0599 熊本県宇城市松橋町松橋964-1
民営化直前の集配業務再編において、多くの集配普通郵便局は統括センターとなったが、当局は配達センターとされたため、民営化後も郵便事業株式会社の支店は併設されず、郵便事業熊本北支店松橋集配センターが併設された。
だが、2012年（平成24年）10月1日にそれぞれの運営会社だった郵便事業株式会社と郵便局株式会社の統合によって日本郵便株式会社が発足したことに伴い、それぞれの店舗も統合された。

## 沿革
- 1874年（明治7年）12月16日 - 松橋郵便取扱所として開設[1]。
- 1875年（明治8年）1月1日 - 松橋郵便局（五等）となる。
- 1885年（明治18年）6月1日 - 貯金取扱を開始。
- 1891年（明治24年）2月21日 - 為替取扱を開始。
- 1896年（明治29年）10月16日 - 松橋郵便電信局となる。
- 1903年（明治36年）4月1日 - 通信官署官制の施行に伴い松橋郵便局となる。
- 1951年（昭和26年）12月1日 - 電気通信業務の取扱を、新設の松橋電報電話局に移管[2]。
- 1956年（昭和31年）10月1日 - 電話通話および和文電報受付事務の取扱を開始[3]。
- 1964年（昭和39年）12月1日 - 特定郵便局から普通郵便局に局種別改定。
- 1977年（昭和52年）3月 - 局舎新築落成。
- 1998年（平成10年）9月1日 - 外国通貨の両替および旅行小切手の売買に関する業務取扱を開始。
- 2007年（平成19年）10月1日 - 民営化に伴い、併設された郵便事業熊本北支店松橋集配センターに一部業務を移管。
- 2012年（平成24年）10月1日 - 日本郵便株式会社発足に伴い、郵便事業熊本北支店松橋集配センターを松橋郵便局に統合。
- 2016年（平成28年）2月22日 - 松合郵便局から集配業務を移管。

## 取扱内容
- 郵便、印紙、ゆうパック、内容証明
- 貯金、為替、振替、振込、国際送金、国債、投資信託
- 生命保険、バイク自賠責保険、自動車保険
- ゆうちょ銀行ATM
- 宇城市内の一部地域の集配業務

## 周辺
- 松橋体育館
- 宇城市立松橋中学校
- 九州産交バス松橋営業所
- 大野川

## アクセス
- JR鹿児島本線 松橋駅から東へ約600m（徒歩約7分）
- 九州産交バス 松橋産交停留所下車
- 九州自動車道 松橋ICから西へ約4km
- 国道266号沿い
- 駐車場あり：14台